# Pere Borrell del Caso

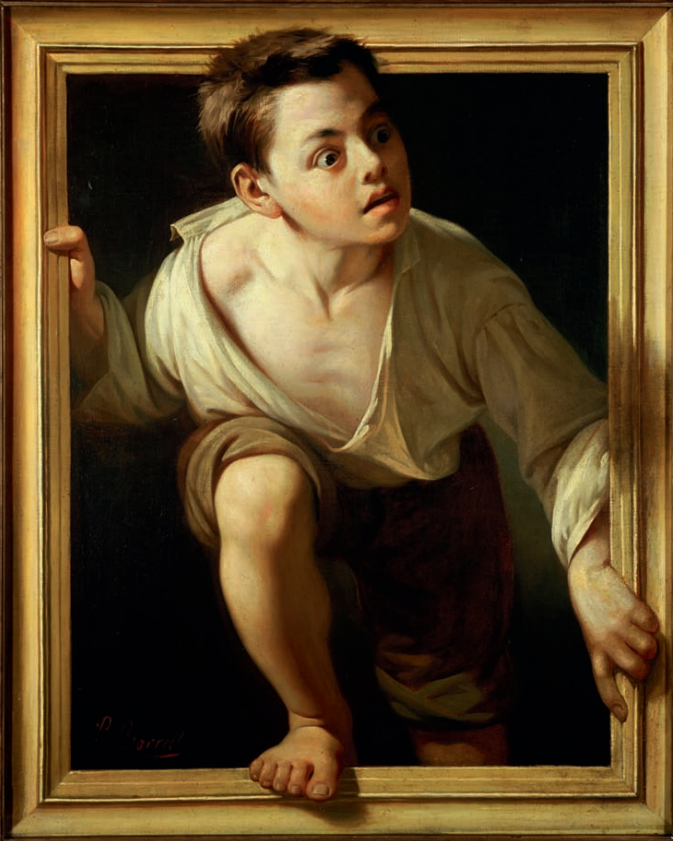
Flucht vor der Kritik von del Caso, Öl auf Leinwand (1874)

Pere Borrell del Caso (* 13. Dezember 1835 in Puigcerdà; † 16. Mai 1910 in Barcelona) war ein katalanischer Maler, Zeichner und Aquarellist.

## Leben
Pere Borrell del Caso blieb mit seinem Geburtsort in der Cerdanya in den Pyrenäen sein Leben lang verbunden. Er behielt dort sein Haus, obwohl Barcelona sein Lebensmittelpunkt war. Borrell war ein Maler der Natur. Zudem widmete er sich – unter dem Einfluss der Nazarener – religiösen Themen. Sein bekanntestes Bild ist Escapando de la critica (‚Flucht vor der Kritik‘) aus dem Jahre 1874, ein wichtiges Beispiel des Trompe-l’œil.
Borrell wurde zweimal der Vorsitz von La Lotja, der bekanntesten Kunstschule in Barcelona, angeboten. Er lehnte jedes Mal ab und zog es vor, seine eigene, unabhängige Kunstakademie zu betreiben. Viele spanische Maler wurden durch seine Akademie und ihn beeinflusst, zum Beispiel Romà Ribera, Ricard Canals, Adrià Gual, Xavier Nogués und andere.

## Ausstellung
- 2010: Täuschend echt. Illusion und Wirklichkeit in der Kunst, Bucerius Kunst Forum, Hamburg